# Puschkinskaja (Metro Moskau)

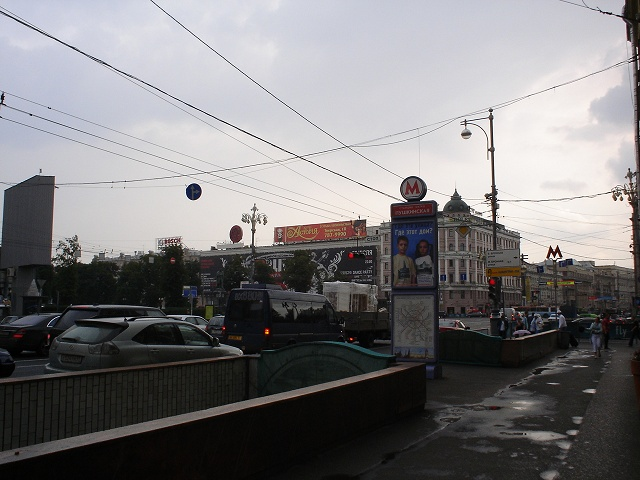
Eingang am Puschkin-Platz

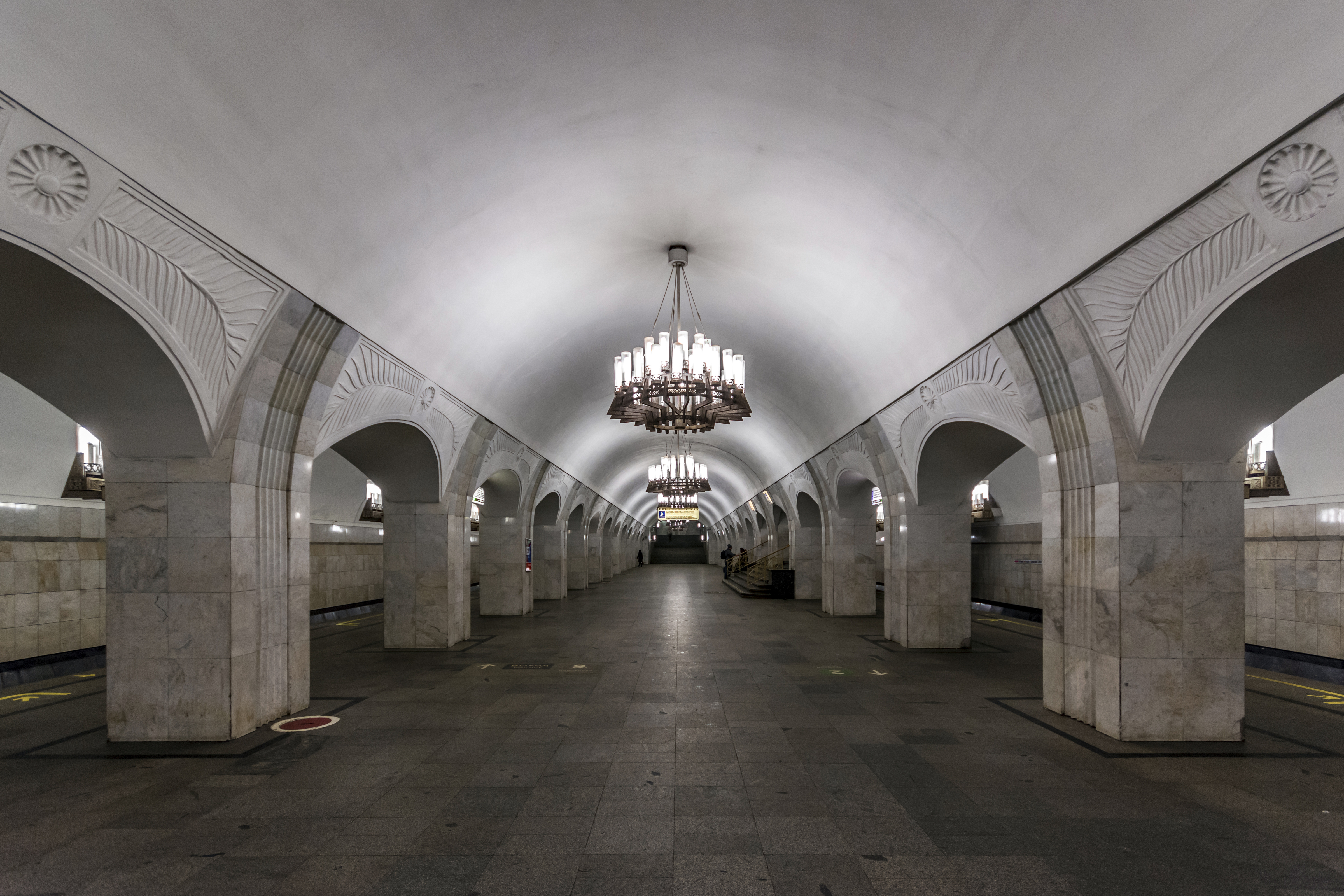
Bahnsteig

Puschkinskaja (russisch Пу́шкинская (Ausspracheⓘ)) ist ein U-Bahnhof der Metro Moskau an der Tagansko-Krasnopresnenskaja-Linie (auch Linie 7 genannt). Er wurde am 17. Dezember 1975 im Zuge der Fertigstellung des zentralen Teilabschnitts der Linie in Betrieb genommen, welcher die bereits 1971 bzw. 1972 fertiggestellten Stationen Kitai-Gorod und Barrikadnaja miteinander verband und einen durchgehenden Betrieb der Linie ermöglichte.

## Allgemeines
Der Bahnsteig des U-Bahnhofs Puschkinskaja ist 51 Meter unter der Erdoberfläche angelegt und stellt damit die tiefstgelegene Station der Linie dar. Der Zugang zum U-Bahnhof befindet sich in der historischen Moskauer Innenstadt am namensgebenden Puschkin-Platz, welcher durch die Kreuzung des nördlichen Boulevardrings mit der wichtigen Ausfallstraße Twerskaja gebildet wird. Puschkinskaja ist im Moskauer Metrosystem Teil eines stark in Anspruch genommenen Umsteigeknotens aus insgesamt drei Stationen, zu denen neben Puschkinskaja der U-Bahnhof Twerskaja der „grünen“ Samoskworezkaja-Linie und der U-Bahnhof Tschechowskaja der „grauen“ Serpuchowsko-Timirjasewskaja-Linie gehören.
Der U-Bahnhof verfügt über zwei separate Zugänge an der Nord- bzw. an der Südseite des Puschkin-Platzes. Der Nordzugang befindet sich in einer weit verzweigten Fußgängerunterführung, deren Treppenausgänge beispielsweise direkt zum Boulevardring und dem dort stehenden Puschkin-Denkmal, aber auch zur Twerskaja-Straße in unmittelbarer Nähe des Feinkostladens Jelissejew führen. Auch besteht von der Schalterhalle aus ein mit Fahrtreppen ausgestatteter Ausgang ins Gebäude der Redaktion der Tageszeitung Iswestija. Die Schalterhalle des Nordzuganges dient als Zugang sowohl zur Puschkinskaja als auch zum U-Bahnhof Twerskaja; zu beiden führen von dort aus Fahrtreppen. Der Südzugang, der auch als Zugang zur Station Tschechowskaja dient, ist ebenfalls in eine Fußgängerunterführung integriert, die sich unterhalb des Boulevardrings befindet und Ausgänge beiderseits dessen aufweist.
Die Station Puschkinskaja weist im Bahnsteigbereich eine einfache, zweigleisige Grundgestalt auf. Vom Bahnsteig aus in dessen Mittelbereich führen Brücken über den Gleisen zu direkten Übergängen nach Twerskaja bzw. Tschechowskaja. Die an beiden Bahnsteigenden beginnenden Übergänge mit Fahrtreppenschächten führen zu den beiden Schalterhallen im Ausgangsbereich.

## Architektur
Der U-Bahnhof hat kein oberirdisches Vestibül; beide Schalterhallen eine Ebene unter der Erde weisen eine sachliche und architektonisch unbedeutende Gestalt auf.
Der Mittelbahnsteig ist optisch dreigeteilt; die breitere zentrale Bahnsteighalle wird beiderseits jeweils von einer arkadenartigen Reihe weißmarmornen Säulen begrenzt und wird am Gewölbe durch bronzene Kronleuchter in Form eines für orthodoxe Kirchen typischen Kerzenleuchters abgeschlossen. Die gesamte Bahnsteighalle ist mit Verkleidung der Außen- wie Innenwände in weißer Farbe ausgeführt, der Fußboden besteht aus hellgrauen Granodioritplatten.
In Anknüpfung an den russischen Nationaldichter Alexander Puschkin, zu dessen Ehren der Puschkin-Platz über dem U-Bahnhof benannt ist, wurden an den Außenwänden der Bahnsteighalle über den Gleisen je vier Messing-Tafeln mit hineingeprägten stilisierten Motiven aus dem Leben und Werk des Dichters (darunter mit historischen Abbildungen der Städte Moskau, Sankt Petersburg, des Lyzeums Zarskoje Selo sowie mit Zitaten aus bekannten Puschkin-Gedichten) angebracht. Außerdem steht am südlichen Bahnsteigende im Ausgangsbereich eine Puschkin-Büste.
Bis 1990 hieß die Station Twerskaja noch Gorkowskaja und damit waren alle drei U-Bahnhöfe im Umsteigeknoten unter dem Puschkinplatz nach berühmten russischen Autoren (Puschkin, Gorki bzw. Tschechow) benannt, was nicht nur in Moskau, sondern auch in der gesamten damaligen Sowjetunion (in der es durchaus üblich war, U-Bahnhöfe nach berühmten Persönlichkeiten zu benennen) eine einzigartige Konstellation darstellte.